# Ричо (Арецо)
Ричо је насеље у Италији у округу Арецо, региону Тоскана.
Према процени из 2011. у насељу је живело 208 становника. Насеље се налази на надморској висини од 289 м.